# Yuebing Pao
Yuebing Pao (kinesiska: 月饼泡) är en sjö i Kina. Den ligger i provinsen Heilongjiang, i den nordöstra delen av landet, omkring 190 kilometer nordväst om provinshuvudstaden Harbin. Yuebing Pao ligger 135 meter över havet. Arean är 44 kvadratkilometer. Trakten runt Yuebing Pao består i huvudsak av gräsmarker. Den sträcker sig 7,8 kilometer i nord-sydlig riktning, och 16,9 kilometer i öst-västlig riktning.
Genomsnittlig årsnederbörd är 716 millimeter. Den regnigaste månaden är juli, med i genomsnitt 201 mm nederbörd, och den torraste är januari, med 4 mm nederbörd.